# Punta Braccetto
Punta Braccetto è una località marinara del Libero consorzio comunale di Ragusa sulla costa del Mediterraneo, posta a sud-est del golfo di Gela. La maggior parte dell'abitato si trova nel comune di Ragusa mentre la zona est ricade nel comune di Santa Croce Camerina.

## Geografia fisica
La frazione balneare di Punta Braccetto dista 6,53 chilometri dal comune di Santa Croce Camerina. Si affaccia sul Canale di Sicilia, e sorge a 5 metri sul livello del mare. Il clima è mite e secco.

## Storia
Il territorio è stato abitato fin dall'antichità. Testimonianze risalenti alla seconda metà del II millennio a.C. sono state ritrovate dall'archeologo Paolo Orsi che riportò alla luce un piccolo villaggio composto da più capanne circolari.
Ebbe molta importanza già all'inizio dei commerci navali che i Siculi cominciarono ad avere in epoca greco-romana con gli Egei e gli altri popoli che abitavano il mediterraneo poiché le sue scogliere erano utilizzate come approdo per riparare le imbarcazioni dai fortunali. Le due polle d'acqua dolce alla base della scogliera denominata Braccio della Colombara servivano per il rifornimento dell'importantissimo liquido vitale.
Fra il 1595 e il 1607, sul Braccio della Colombara  venne costruita la torre Vigliena, torre costiera di difesa dagli attacchi dei pirati nord-africani in contatto visivo con la torre di Pietro (situata nella vicina località di torre di Mezzo) e la torre Scalambri situata a Punta Secca con le quali formava il corpo di avvistamento di Capo Scalambro.
Oggi Punta Braccetto è una località balneare, costituita principalmente da case di villeggiatura, che si riempie d'estate anche di tanti vacanzieri, non solo locali, e di turisti che vileggiano nei camping che si affacciano sulla spiaggia.
Il torrente della " Cava Mistretta " attraversa il borgo nella sua corsa verso il mare terminando la sua corsa proprio ai piedi del Braccio della Colombara. Fino alla metà del XIX secolo esso rappresentava il confine naturale fra i due comuni di Ragusa e Santa Croce Camerina. Da allora il confine è rimasto immutato nonostante il torrente abbia cambiato il suo percorso fino all'attuale sede.

## Il litorale
Punta Braccetto conta tre splendide spiagge: la spiaggia Vigliena, la spiaggia di Euridice e lo spiaggione, la spiaggia della riserva naturale di Randello.
La spiaggia Vigliena, lunga circa 500 metri, è incastonata fra due costoni rocciosi che la proteggono dalle correnti. In questa spiaggia si affacciano tutti e 5 i camping della frazione, alcuni dei quali aperti anche durante il periodo invernale. Continuando verso ovest, dopo il braccio della Colombara, c'è la spiaggia di Euridice, così chiamata perché, vuole la leggenda, vi abbia luogo la sepoltura della mitologica sposa di Orfeo. In questa spiaggia si alternano tratti di sabbia fine a tratti di scogli affioranti.
Il litorale continua con la scogliera dei Canalotti, lunga circa un chilometro e che presenta delle pareti a strapiombo sul mare. L'inizio della scogliera è contrassegnata da una vasca naturale con acque che arrivano a 6/7 metri di profondità, meta di tanti sub, detta cala dell'àmmira (nome dialettale dell'ambra) e che fino a non molto tempo fa si trovava specialmente dopo qualche mareggiata. NelIa scogliera sono ben individuati 2 canali (da cui il nome Canalotti) che mostrano ancora i segni degli ormeggi delle imbarcazioni che vi approdavano nell'antichità. Alla fine di questa scogliera si giunge alla spiaggia della riserva naturale di Randello che, per le sue misure viene chiamato lo spiaggione, una lunga e intatta spiaggia proprio alle spalle della riserva naturale della Forestale. Anche questa spiaggia, lunga quasi 2 chilometri, è formata da sabbia fine e fondali dolcemente digradanti.
In questa spiaggia nidificano sempre più spesso alcuni esemplari di tartaruga caretta caretta.

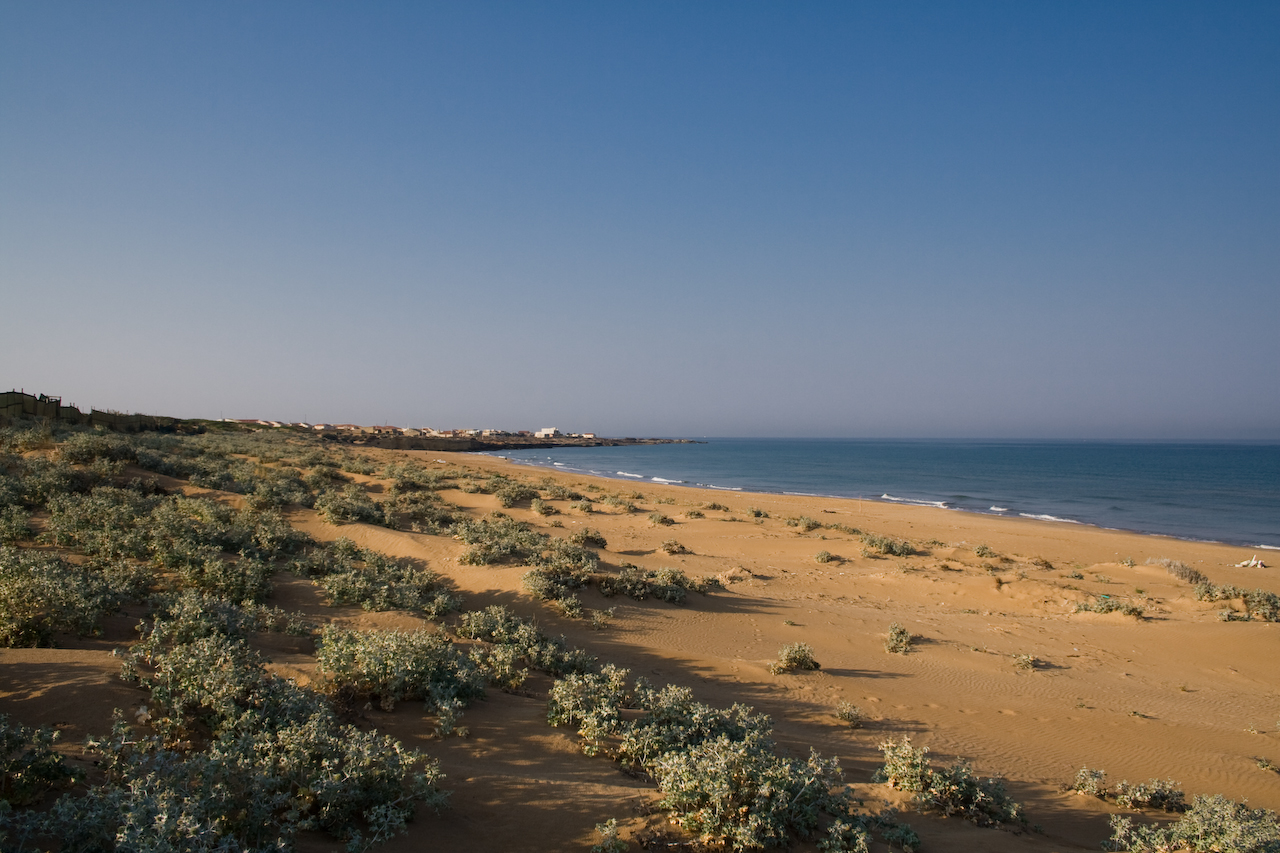
La spiaggia della Riserva Randello, lo spiaggione.

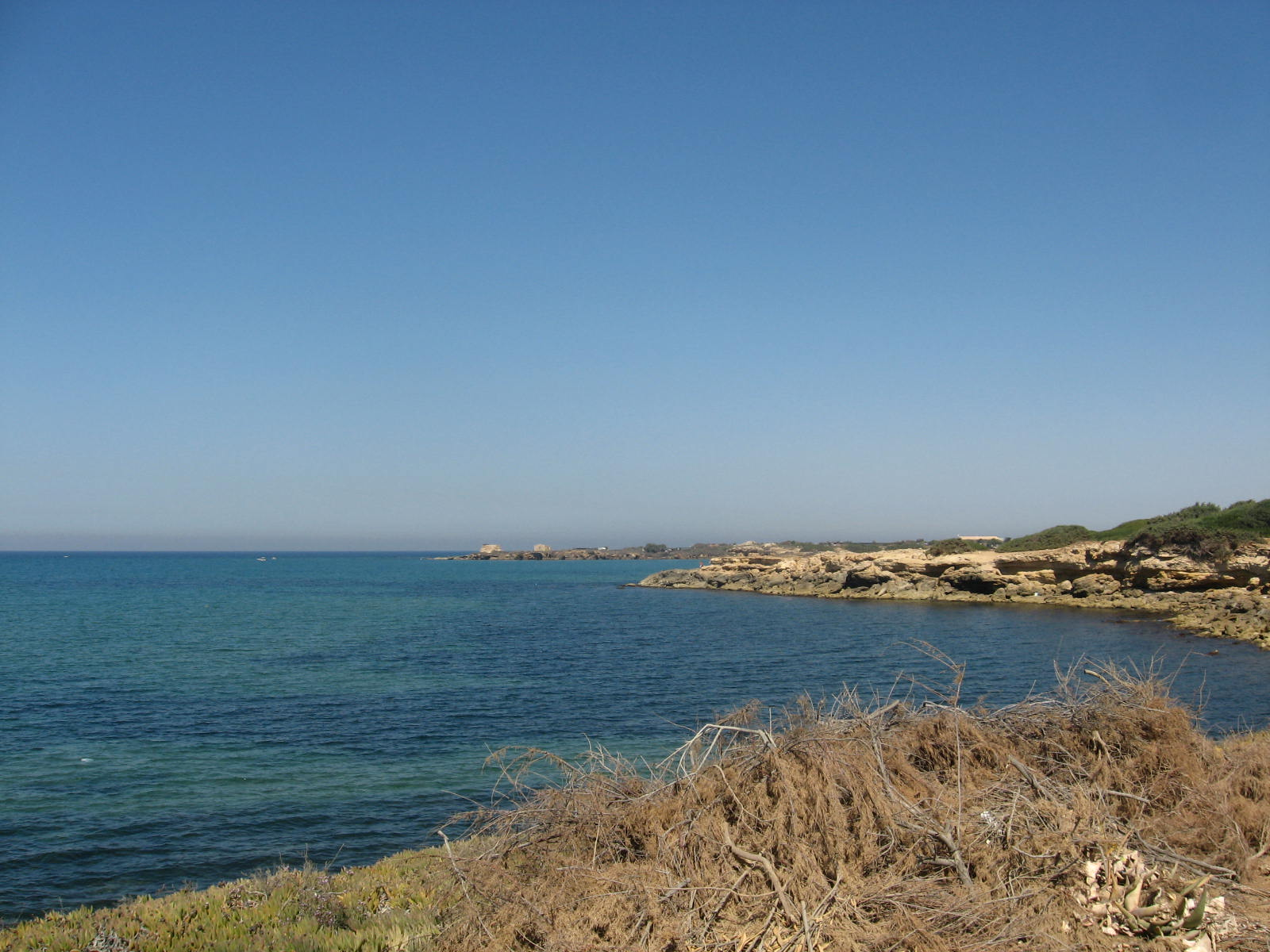
Punta Braccetto e, all'orizzonte, il Braccio della Colombara e la Torre Vigliena.